# Sa'ad bin Laden
Sa'ad bin Osama bin Muhammad bin 'Awad bin Laden (Arabisch: سعد بن أسامة بن محمد بن عوض بن لادن) (Riyad, 1979 – 2009) was een Saoedische terrorist. Hij is een zoon van Osama bin Laden.

## Levensloop
Bin Laden was de derde zoon van Osama bin Laden. Hij was waarschijnlijk getrouwd met een vrouw uit Jemen. Na de aanslagen van 11 september 2001 vluchtte hij met een deel van zijn familie naar Iran. Door de Iraanse autoriteiten werd hij onder huisarrest geplaatst. Vanuit Iran gaf hij vermoedelijk de opdracht tot een aantal aanslagen. In 2002 op een synagoge in Tunesië waarbij 17 doden. In mei 2003 zou hij opdracht hebben gegeven voor een aanval op een drietal wooncomplexen van westerlingen in de Saoedische hoofdstad Riyad en vier dagen daarna voor een aanval aanslagen in Casablanca in Marokko.
De Verenigde Staten bevestigde in januari 2009 dat Bin Laden niet langer in Iran zat. Zij vermoeden dat hij zich ophield in Pakistan. Onderschepte brieven tussen Sa'ad en zijn broer Khalid bin Laden gaven aan dat hij uit Iran richting Pakistan was onderschept, terwijl veel van zijn familieleden nog wel vast zaten in Iran. Zijn vlucht werd tevens bevestigd door zijn jongere zus Eman die erin geslaagd was naar Saoedi-Arabië te ontkomen.
De Central Intelligence Agency maakte op 22 juli 2009 bekend dat zij voor 80 tot 85 procent zeker er van waren dat zij Sa'ad bin Laden in Noord-Waziristan gedood hadden door middel van een droneaanval. De Amerikanen zagen hem niet als een belangrijk persoon binnen het Al-Qaida-netwerk. In de media sprak een Taliban-woordvoerder deze bewering tegen, maar leverde geen bewijs voor die bewering. 
Na de dood van zijn vader in juli 2011 werden nieuwe bewijzen gevonden van de dood van Sa'ad. Uit documenten die de Amerikanen meenamen uit de villa in Abbottabad, waar Bin Laden zich schuilhield, werden documenten meegenomen waar uit dat bleek. Sa'ad werd door zijn vader gezien als zijn beoogde opvolger. In september 2012 bevestigde de Al Qaida-leider Ayman al-Zawahiri dat Sa'ad gedood was door een drone-aanval.